# Pericoma kariana
Pericoma kariana är en tvåvingeart som beskrevs av Vaillant 1978. Pericoma kariana ingår i släktet Pericoma och familjen fjärilsmyggor. Inga underarter finns listade i Catalogue of Life.